# Cry Cry Cry
Cry Cry Cry fue un supergrupo de folk formado por Richard Shindell, Lucy Kaplansky y Dar Williams. La banda lanzó un solo álbum homónimo de versiones de canciones el 13 de octubre de 1998.

## Trayectoria
El trío realizó una gira en 1999 para promocionar el álbum. La gira fue recibida con críticas muy favorables.
Cry Cry Cry contribuyó con una canción al álbum folk de tributo Bleecker Street: El Greenwich Village en los años 60, versionando "The Last Thing on My Mind" de Tom Paxton. Los tres también se unieron para hacer una versión de "My Love Will Follow You" de Buddy y Julie Miller en el álbum en solitario de Shindell, Somewhere Near Paterson, y para proporcionar coros para la canción "Blue Shadows" en el álbum de Jimmie Dale Gilmore (producido por Buddy Miller), "Una noche sin fin".
Actuaron el domingo 18 de junio de 2017 en el Festival Clearwater del río Hudson en su primer espectáculo en 18 años, en la actuación de Dar Williams.
En 2021, la banda lanzó una grabación en vivo en Bandcamp de sus shows finales de la gira de reunión de 2018, grabados en The Freight and Salvage en Berkeley, CA.

## Álbum
El álbum, Cry Cry Cry fue un gran éxito en la radio de música folklórica. Según las listas de reproducción enviadas a FolkDJ-L, se clasificó como el cuarto álbum más reproducido por los DJ de música folk en 1998, el quinto más reproducido en 1999 y permaneció entre los 250 primeros hasta 2002. 

### Listado de canciones
1. "Cae sobre mí" (Bill Berry, Peter Buck, Mike Mills, Michael Stipe) 2:56
2. "Cold Missouri Waters" ( James Keelaghan ) 4:32 (basado en el incendio de Mann Gulch)
3. "Hablando con el ángel" (Ron Sexsmith) 3:58
4. "El niño" (Buddy Mondlock) 5:39
5. "Sombras de Grey" ( Robert Earl Keen ) 4:58
6. "Señor, te he hecho un lugar en mi corazón" (Greg Brown) 3:34
7. "Por el camino del dolor" ( Julie Miller ) 3:03
8. "Memphis" ( Cliff Eberhardt ) 4:46
9. "Cruz del Norte" (Leslie Smith) 2:55
10. "Abajo por el agua" (Jim Armenti) 3:12
11. "Sé qué tipo de amor es este" ( Nerissa Nields ) 4:25
12. "La balada de María Magdalena" (Richard Shindell) 5:22

### Créditos
- Jay Bellerose – Percusión, Batería
- Larry Campbell - Guitarra (acústica), violín, guitarra, mandolina, Pedal Steel, arreglista, guitarra Lap Steel, guitarra (eléctrica con selección de dedos)
- Cry Cry Cry – Arreglo Vocal
- Cliff Eberhardt – Guitarra
- Richard Gates – Bajo
- Jon Herington – Guitarra
- Jeff Hill - Bajo, bajo (vertical)
- Lucy Kaplanski – Voces, armonía de voces
- Billy Masters - Guitarra (eléctrica)
- Chuck Parrish – Guitarra (acústica)
- Doug Plavin – Percusión, Batería
- Michael Rivard: bajo, bajo sin trastes, bajo (vertical)
- Richard Shindell - Guitarra (acústica), voz, armonía vocal
- Alan Williams: órgano, percusión, arreglista, guitarra (eléctrica), productor
- Dar Williams - Voz, armonía vocal
- Darleen Wilson – Productor
- Stephanie Winters – violonchelo, violonchelo tratado